# Alberich
Alberich je mužské křestní jméno germánského původu. Jméno je buď považováno za obdobu či zkráceninu jména Adalbert a vykládá se jako "vznešený, nádherný, skvějící se přednostmi", nebo se vykládá jako složenina germánských slov alb ("elf") a ric ("síla") čili tedy znamená náčelník elfů. Normánská podoba je Aubrey.
Podle německého kalendáře má svátek 26. ledna.

## Alberich v jiných jazycích
- Německy, anglicky: Alberich
- Anglicky: Aubrey
- Italsky: Alberico
- Francouzsky: Albéric
- Latinsky: Albericus

## Nositelé jména Alberich
- sv. Alberich z Cîteaux – 2. opat z Cîteaux, jeden ze zakladatelů Cisterciáckého řádu
- Alberich Mazák – rakouský skladatel
- Alberich Zwyssig – cisterciácký mnich, který složil Švýcarský žalm (Švýcarská hymna)
- Alberich Józef Siwek – opat-administrátor cisterciáckého kláštera ve Vyšším Brodě

## Nositelé jména Aubrey
- Aubrey Anderson-Emmons - americká herečka
- Aubrey Ankrum - americký scenárista, animátor a herec
- Aubrey Beardsley - britský umělec, ilustátor a autor
- Aubrey de Coucy - hrabě northumbský z let 1080 a 1086
- Aubrey Dollar - americká herečka
- Aubrey Herbert - britský plukovník, diplomat a politik
- Aubrey Huff - americký baseballista
- Aubrey Manning - britský zoolog a hlasatel
- Aubrey Newman - americký generál
- Aubrey Newman - britský historik
- Aubrey Vere Hunt (1761 - 1818) - irský politik, majitel pozemků a obchodník
- Aubrey Thomas de Vere - irský politik